# Frédéric de Hesse-Darmstadt (1870-1873)
Pour les articles homonymes, voir Frédéric de Hesse-Darmstadt.
Frédéric de Hesse-Darmstadt, né le 7 octobre 1870 pendant la guerre franco-prussienne et décédé le 29 mai 1873, est le fils cadet du grand-duc héritier Louis et de la princesse Alice du Royaume-Uni, sa famille l'avait surnommé Frittie.

## Biographie
Frédéric de Hesse était atteint d'hémophilie, tout comme un certain nombre des descendants mâles de la reine Victoria du Royaume-Uni.
Jouant avec son frère aîné Ernest-Louis, il tomba d'une fenêtre du rez-de-chaussée et fit une chute sans gravité mais qui se compliqua d'un saignement à la tête. L'enfant mourut le jour même, inaugurant le long cycle de la tragédie familiale des morts violentes des membres de la Maison de Hesse qui finira par s'éteindre en 1968 lors de la mort sans descendance du prince Louis. Le caractère fatal de ce saignement vint de ce que Frédéric de Hesse avait hérité d'un gène de l'hémophilie possédé par sa mère.

## Voir également
- Descendance de la reine Victoria